# Ніколаєв Іван Федорович
Ніколаєв Іван Федорович (6 травня 1890, Ярославль, Російська імперія — 18 серпня 1944, Москва, СРСР) — радянський генерал-лейтенант (1942). Один з керівників оборони Ленінграда під час Другої світової війни.

## Біографія
Народився у місті Ярославль. Із 1912 року служив у Російській імператорській армії, учасник Першої світової війни, дослужився до звання штабскапітана. Із 1918 року — у Червоній армії, брав участь у Громадянській війні в Росії, був начальником штабу і командиром стрілецької бригади.
Після війни служив на Кавказі та у Середній Азії, воював з азербайджанськими повстанцями і з басмачами, командував полком і бригадою. У 1929 році закінчив курси «Постріл». Після навчання командував 1-м Туркестанським гірськострілецьким полком у Середньоазійському військовому окрузі.
Із жовтня 1937 року — начальник штабу 19-го стрілецького корпусу Ленінградського військового округу, із травня 1938 року — помічник командира того ж корпусу. На цій посаді брав участь у радянсько-фінській війні. Із 19 лютого 1940 року — командир 10-го стрілецького корпусу 8-ї армії спершу в Карелії, а з літа 1940 року — в Прибалтійському особливому військовому окрузі.

### Німецько-радянська війна
З початком німецько-радянської війни генерал-майор Ніколаєв продовжував командувати 10-м стрілецьким корпусом 8-ї армії на Північно-Західному фронті. Корпус з великими втратами відступав з Литви. У серпні 1941 року 10-й стрілецький корпус був відрізаний німецькими військами від основних сил 8-ї армії і відкинутий в район Талліна. Ніколаєв став заступником керівника оборони Талліна адмірала Трібуца по сухопутним військам. У кінці серпня залишки корпусу були евакуйовані морем у Ленінград. Був призначений заступником командувача 42-ї армії.
Із 24 жовтня 1941 року — командувач 42-ї армії Ленінградського фронту. На чолі неї брав участь в обороні Ленінграда. 14 січня 1944 року очолив 70-ту армію, яка в складі 2-го Білоруського фронту наступала в Поліссі. 27 березня 1944 року через хворобу звільнений з посади і відправлений на лікування до Москви. Помер в госпіталі. Похований в Санкт-Петербурзі в Олександро-Невській лаврі.

## Військові звання
- Комбриг (17 лютого 1936)
- Комдив (21 березня 1940)
- Генерал-майор (4 червня 1940)
- Генерал-лейтенант (3 травня 1942)

## Нагороди
Два ордени Червоного Прапора (1940 — за Фінську каманію; 1943 — за оборону Ленінграда), орден Червоного Прапора Азербайджанської РСР (1920), медаль «XX років Робітничо-Селянської Червоної Армії» (1938), медаль «За оборону Ленінграда» (1942).